# جيف هوت
جيف هوت (بالإنجليزية: Geoff Hutt)‏ هو لاعب كرة قدم بريطاني في مركز ظهير ‏، ولد في 28 سبتمبر 1949 في Hazelwood, Derbyshire ‏ في المملكة المتحدة. لعب مع بلاكبيرن روفرز ونادي هارلم ونادي هاليفاكس تاون ونادي يورك سيتي وهدرسفيلد تاون.